# (7117) Claudius
(7117) Claudius es un asteroide perteneciente al cinturón de asteroides, región del sistema solar que se encuentra entre las órbitas de Marte y Júpiter, descubierto el 14 de febrero de 1988 por Freimut Börngen desde el Observatorio Karl Schwarzschild, en Tautenburg, Alemania.

## Designación y nombre
Designado provisionalmente como 1988 CA1. Fue llamado así en honor al popular poeta y escritor alemán Matthias Claudius (1740-1815). Fue editor de la elitista revista Messenger de Wandsbeck y escribió poesía lírica y prosa que se distingue por la sencillez, la naturalidad y la sincera piedad. Entre estos trabajos se encuentra su canción nocturna Der Mond ist aufgegangen.

## Características orbitales
Claudius está situado a una distancia media del Sol de 2,181 ua, pudiendo alejarse hasta 2,308 ua y acercarse hasta 2,054 ua. Su excentricidad es 0,058 y la inclinación orbital 4,890 grados. Emplea 1176,44 días en completar una órbita alrededor del Sol.

## Características físicas
La magnitud absoluta de Claudius es 14,90. Tiene 3,155 km de diámetro y su albedo se estima en 0,213.